# Eliseu Cabral
Eliseu Cabral é um maquiador e caracterizador brasileiro, que é conhecido e premiado por seu trabalho em peças teatrais.

## Carreira
Com 25 anos de carreira, Cabral já trabalhou com cinema, publicidade e editoriais de revistas de moda brasileira como a revista AVON. Sua carreira na televisão teve início na TV Cultura com os programas: “Castelo Rá-Tim-Bum”, “X-Tudo”, “Glub-Glub” entre outros. Atualmente trabalha em peças de teatro e óperas, como a “Cia de Dança” no Teatro Municipal de São Paulo e o espetáculo o “Terça Insana”, com direção de Grace Gianoukas. É também o maquiador da drag queen Silvetty Montilla no reality show Academia de Drags, programa exibido na internet na qual o mesmo também é jurado.